# Rechtschreibung des Niederländischen
Die Rechtschreibung des Niederländischen beschreibt die korrekte schriftliche Wiedergabe der niederländischen Sprache. Sie hat offiziellen Charakter in den Niederlanden, Flandern und Suriname. Das Niederländische wurde zum ersten Mal von Matthias de Vries und L.A. te Winkel 1863 kodifiziert. Diese Orthographie wurde 1863 in Belgien eingeführt, in den Niederlanden erst 1883. Sie wurde mehrere Male angepasst:
- 1946 in Belgien,
- 1947 in den Niederlanden,
- 1996 in Flandern und den Niederlanden unter der inzwischen gegründeten Nederlandse Taalunie (Niederländische Sprachunion),
- 2006 in Flandern und den Niederlanden.

Die festgelegte Orthographie ist wie in Deutschland allein für Regierungsorgane und Schulen verpflichtend, jedoch wird sie von den meisten Niederländern trotzdem befolgt. Als Richtlinie hierfür dient die Woordenlijst Nederlandse Taal (Wortliste der niederländischen Sprache), besser bekannt als das Grüne Büchlein (het groene boekje).
Um mit dem Sprachwandel Schritt zu halten, wird die Rechtschreibung alle zehn Jahre angepasst. Die Taalunie begründet dies mit den fortlaufenden Veränderungen, die sich im Niederländischen wie in allen anderen Sprachen vollziehen. Neue Wörter kommen hinzu und veraltete Wörter werden entfernt.

## Darstellung der Phoneme
Die Darstellung der Phoneme durch Grapheme ist recht eindeutig im Niederländischen. Schwierigkeiten bestehen insbesondere in der korrekten Darstellung des Auslauts (Auslautverhärtung).

### Konsonantische Phoneme
- /b d f s v z h w j m n l r/ werden durch die entsprechenden Grapheme wiedergegeben.
- /p/ wird durch <p> dargestellt (im Auslaut auch <b>)
- /t/ wird durch <t> dargestellt (im Auslaut auch <d>)
- /k/ wird durch <k> dargestellt. Außerdem ist in Fremdwörtern auch <c> möglich und im Auslaut auch <g>.
- /x/ wird durch <ch> wiedergegeben (im Auslaut auch <g>).
- /ɣ/ wird durch <g> wiedergegeben. In Teilen des Sprachgebiets fallen /x/ und /ɣ/ zusammen.
- /ʃ/ wird durch <sj> wiedergegeben
- /tʃ/ wird durch <tj> oder <tsj> wiedergegeben
- /ts/ wird durch <ts> wiedergegeben, in Fremdwörtern auch als <t> (democratie)
- /ŋ/ wird durch <ng> wiedergegeben

### Vokalische Phoneme
Die Darstellung vokalischer Morpheme ist weniger einfach. Besondere Aufmerksamkeit erfordert die Darstellung der Vokallänge. Dafür ist die Kenntnis der Silbenstruktur wichtig. Folgende Regeln gelten:
- Langvokale werden in offenen Silben durch einen Vokalbuchstaben dargestellt, in geschlossenen Silben durch zwei. Anders als im Deutschen kann sich die Schreibung eines Stammes durch Beugung verändern (boot Boot, bo-ten Boote).
- Kurzvokale werden durch einen Vokalbuchstaben dargestellt. Kommen sie in einer offenen Silbe vor, wird der folgende Konsonantenbuchstabe verdoppelt (nat  nass, natte broeken nasse Hosen).
- Ein langes /i:/ wird durch <ie> dargestellt. Dies ist in geschlossenen Silben immer der Fall, kommt aber auch in offenen vor (kliniek Klinik, klinieken Kliniken).
- Ein langes /e:/ am Wortende wird durch Verdopplung angezeigt (zee Meer) oder (vorwiegend in Wörter französischer Herkunft) mit Akut (café Kneipe).

- /u/ und /u:/ werden durch <oe> dargestellt.
- /ø:/ wird durch <eu> dargestellt (ein entsprechender Kurzvokal existiert nicht).
- schwa wird durch <e> oder <ij> dargestellt. (belachelijk lächerlich). In einsilbigen Wörtern kann der Apostroph verwendet werden (m’n broek meine Hose).

### Diphthonge
- /ɛɪ̯/ wird dargestellt durch <ei> (korte ei) oder <ij> (lange ij) (leiden leiten, lijden leiden, Aussprache identisch).

- /au/ wird dargestellt durch <au> oder <ou> (pauw Pfau, hout Holz).

- /œʏ̯/ wird dargestellt durch <ui> (huid Haut).

### Besonderheiten
Treffen in der Schrift zwei Vokale aufeinander, die als Langvokal oder Diphthong gelesen werden könnten, obwohl das nicht beabsichtigt ist, wird der zweite mit einem Trema markiert (Zoölogie, geïdentificeerd).
Manchmal werden Fremdwörter an die niederländische Orthographie angepasst (paraplu, von frz. parapluie, Regenschirm), jedoch werden diakritische Zeichen oft beibehalten (überhaupt, Bühne, enquête, crèche).

## Rechtliche Stellung

### Niederlande
In den Niederlanden wird die Rechtschreibung durch das Wet voorschriften schrijfwijze Nederlandsche taal (Gesetz zur Vorschrift der Schreibweise der Niederländischen Sprache) vom 14. Februar 1947 geregelt. Im Gesetz von 1947 macht die Regierung den Gebrauch für ihre Organe und die Bildungseinrichtungen verpflichtend. Bildungseinrichtungen, deren Prüfungen nicht der offiziellen Rechtschreibung folgen, können keine durch die Regierung anerkannte Diplome verleihen.
1996 wurde der Spellingsbesluit (Rechtschreibbeschluss) gefasst, der die niederländische und die belgische Orthographie unter gemeinsame Ägide stellt.

### Flandern
Die Rechtsgrundlage für die Rechtschreibung in Flandern bildet der Spellingsbesluit von Prinzregent Karl von Belgien vom 9. März 1946. Er legt fest, dass die offizielle Rechtschreibung für Regierungsorgane und Bildungseinrichtungen verpflichtend ist. Bei Nichtbeachtung ist jedoch keine Strafe vorgesehen.
1996 wurde der Spellingsbesluit (Rechtschreibbeschluss) genommen, der die niederländische und die belgische Orthographie unter gemeinsame Ägide stellt.

### Dokumente
Folgende Dokumente haben durch den Spellingsbesluit in beiden Ländern Rechtskraft:
- der Leidraad Nederlandse Spelling (Beilage 1 der Beschlüsse beider Länder von 1996),
- eine Wortliste von ungefähr 16.000 Wörtern (Beilage 2).

Die obenerwähnte Woordenlijst Nederlandse taal ist eine Erweiterung dieser Beilagen. Die heißt, dass nicht alle Wörter im Grünen Büchlein offiziellen Status genießen: Ein Wort des Grünen Büchleins, das weder in Beilage 2 aufgenommen ist, noch unter eine der in Beilage 1 erwähnten Regeln fällt, hat keinen offiziellen Status.

## Abweichende Orthographien
In einer Anzahl Wörterbücher und anderen Referenzmaterialien wich nach 1995 die Rechtschreibung in einigen Punkten vom Grünen Büchlein ab. Dies betraf vor allem die Wörterbücher von Van Dale, Het Spectrum und das Weiße Büchlein (s. u.). Seit 2005 folgen alle diese Werke wieder der offiziellen Rechtschreibung.
Da diese Nachschlagewerke zu gleicher Zeit anhand interpretationsfähiger Regeln geschaffen wurden, finden sich in ihnen eine Anzahl unterschiedlicher Handhabungen. Die folgende Liste erhebt keinen Anspruch auf Vollständigkeit:
- actievoeren (Groene Boekje, GB), actie voeren (Van Dale, VD)
- handenvol werk (GB), handen vol werk (VD)
- een Onzevader (GB), een onzevader (VD)
- Qatar (GB), Katar (VD)

Weiterhin hat die Genootschap Onze Taal einen eigenen Rechtschreibführer zusammengestellt, worin ein bewusst von der offiziellen Regelgebung abweichendes System benutzt wird: das Witte Boekje (Weißes Büchlein).
Das Weiße Büchlein strebt ein größeres Vertrauen ins eigene Sprachgefühl des Sprechers an und präsentiert daher nach eigener Aussage leichter verständliche Regeln. Bemerkenswert am Weißen Büchlein ist, dass jedes Wort einen Verweis zu den es betreffenden Rechtschreibregeln trägt. Das Weiße Büchlein behält weiterhin einige mit der Reform von 1995 veraltete Regeln bei, so z. B. die Regel, dass Temporalnomina wie Middeleeuwen Mittelalter oder Quartair Quartär mit Großbuchstaben beginnen.